# Robert Kristan
Robert Kristan (* 4. April 1983 in Jesenice, SR Slowenien) ist ein slowenischer Eishockeytorwart, der zuletzt bei den Piráti Chomutov in der tschechischen Extraliga unter Vertrag stand.

## Karriere

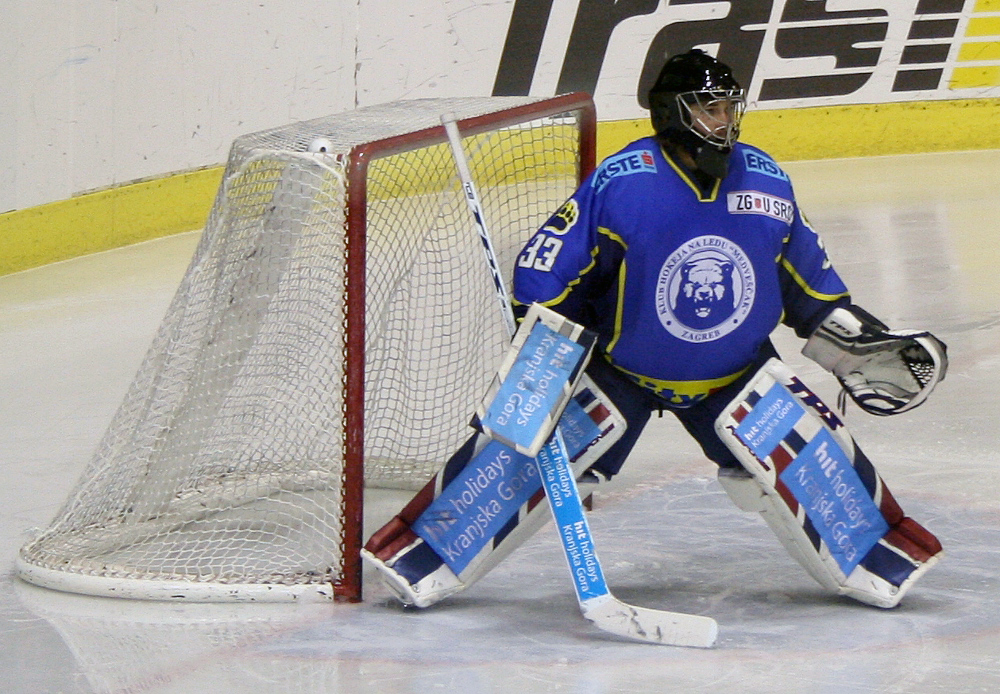
Kristan im Dress des KHL Medveščak Zagreb

Kristan begann seine Karriere in den Nachwuchsmannschaften des HK Jesenice und debütierte in der Saison 2000/01 in der slowenischen Eishockeyliga. Mit Ausnahme einer Saison beim Rivalen HDD Olimpija Ljubljana blieb er dem HK Jesenice über lange Jahre treu und entwickelte sich in dieser Zeit zu einem der besten Torhüter Sloweniens. 2006 entschied er sich für ein erstes Engagement im Ausland und wechselte in die schwedische zweite Liga zu Brynäs IF, wo er jedoch nur eine Saison blieb. Sein Stammverein HK Jesenice war in der Zwischenzeit in die österreichische Erste Bank Eishockey Liga gewechselt und holte ihn für seine zweite Saison in der Liga zurück. Trotz guter Leistungen schied die Mannschaft jedoch bereits im Viertelfinale gegen den EHC Linz aus.
Kristan kehrte nach dieser Saison nach Schweden zurück und spielte dort für den Mora IK, ehe er ab Sommer 2009 die Position des ersten Torwarts bei KHL Medveščak Zagreb übernahm, der in der Saison 2009/10 seine Premiere in der Erste Bank Liga feierte. In der Saison 2010/11 war er mit 92,54 Prozent abgewehrten Schüssen der Torwart mit der besten Fangquote der EBEL-Hauptrunde und war somit einer der Hauptgaranten für die Playoff-Teilnahme seines Vereins. Anschließend wurde sein Vertrag in Zagreb vorzeitig verlängert.
Nach dem Wechsel von Medveščak in die Kontinentale Hockey-Liga erhielt Kristan keinen neuen Vertrag mehr beim Verein und ging zum HK Nitra in die slowakische Extraliga und erreichte in der Spielzeit 2013/14 die zweitbeste Fangquote der Liga. Trotzdem verließ er den Klub bereits nach einem Jahr und wechselte 2014 zum HC Pardubice in die tschechische Extraliga.
Im Januar 2016 wurde er gegen Miroslav Kopřiva von den Piráti Chomutov eingetauscht und spielte dort bis zum Ende der Saison 2015/16.

### International
Kristan stand im Juniorenbereich für Slowenien bei den U18-Weltmeisterschaften 1999 und 2000 in der Europa-Division I und 2001, als er zum besten Torhüter des Turniers gewählt wurde, in der Division II sowie bei der U20-C-Weltmeisterschaft 2000, der U20-Weltmeisterschaft der Division II 2001, als er ebenfalls zum besten Torwart des Turniers gewählt wurde, und der U20-Weltmeisterschaft der Division I 2003 im Kasten.
Für die slowenische Herren-Auswahl wurde er erstmals anlässlich der Weltmeisterschaft 2002 nominiert, kam bei diesem Turnier aber noch nicht zum Einsatz. Später vertrat er seine Farben bei den Weltmeisterschaften der Top-Division 2003, 2005, 2006, 2008, 2011, 2013 und 2015. 2004, als er mit der besten Fangquote zum Toptorhüter des Turniers gewählt wurde, 2010, als er aber nicht eingesetzt wurde, 2012, als er mit der besten Fanquote und der geringsten Gegentorquote des Turniers nicht nur zum besten Torhüter und Mitglied des All-Star-Teams, sondern auch zum wertvollsten Spieler gewählt wurde, und 2016 spielte er mit Slowenien in der Division I. Zudem nahm er an den Qualifikationsturnieren für die Olympischen Winterspiele 2006, 2010 und 2014 sowie an den Winterspielen 2014 in Sotschi, bei denen die Slowenen einen überraschenden siebten Rang belegten, selbst teil.

## Erfolge und Auszeichnungen
| - 2003 Slowenischer Meister mit HDD Olimpija Ljubljana - 2003 Bester Torwart der Interliga - 2005 Slowenischer Meister mit dem HK Jesenice - 2005 Bester Torwart der Interliga - 2006 Slowenischer Meister mit dem HK Jesenice | - 2008 Slowenischer Meister mit dem HK Jesenice - 2008 Playoff-MVP der Slowenischen Eishockeyliga - 2011 Beste Fangquote der Österreichischen Eishockey-Liga - 2012 Geringste Gegentorquote der Österreichischen Eishockey-Liga |

### International
| - 2001 Aufstieg in die Division I bei der U18-Junioren-Weltmeisterschaft der Division II - 2001 Bester Torwart der U18-Junioren-Weltmeisterschaft der Division II - 2001 Aufstieg in die Division I bei der U20-Junioren-Weltmeisterschaft der Division I, Gruppe B - 2001 Bester Torwart der U20-Junioren-Weltmeisterschaft der Division II - 2004 Aufstieg in die Top-Division bei der Weltmeisterschaft der Division I - 2004 Bester Torwart der Weltmeisterschaft der Division I, Gruppe B | - 2004 Beste Fangquote der Weltmeisterschaft der Division I, Gruppe B - 2010 Aufstieg in die Top-Division bei der Weltmeisterschaft der Division I, Gruppe B - 2012 Aufstieg in die Top-Division bei der Weltmeisterschaft der Division I, Gruppe A - 2012 Wertvollster Spieler, Mitglied des All-Star-Teams, bester Torhüter, geringste Gegentorquote und beste Fangquote der Weltmeisterschaft der Division I, Gruppe A - 2016 Aufstieg in die Top-Division bei der Weltmeisterschaft der Division I, Gruppe A |

## Karrierestatistik

### International
(Legende zur Torhüterstatistik: GP oder Sp = Spiele insgesamt; W oder S = Siege; L oder N = Niederlagen; T oder U oder OT = Unentschieden oder Overtime- bzw. Shootout-Niederlage; Min. = Minuten; SOG oder SaT = Schüsse aufs Tor; GA oder GT = Gegentore; SO = Shutouts; GAA oder GTS = Gegentorschnitt; Sv% oder SVS% = Fangquote; EN = Empty Net Goal; 1 Play-downs/Relegation; Kursiv: Statistik nicht vollständig)